# Lijst van kunstwerken in het Mauritshuis/T
Lijst van kunstwerken in het Mauritshuis en de Galerij Prins Willem V in Den Haag met werken van kunstenaars van wie de naam begint met de letter T. Vermeldingen in het grijs geven aan dat het werk geen deel meer uitmaakt van de collectie, bijvoorbeeld omdat het in bruikleen gegeven is aan een andere instelling of omdat het teruggegeven is aan de bruikleengever.
| Inventaris-nummer | Maker                                  | Titel | Datering      | Type       | Afbeelding |
| ----------------- | -------------------------------------- | --- | ------------- | ---------- | ---------- |
| 396               | Abraham van den Tempel                 | Portret van Jan Antonides van der Linden Zie Portretten van Jan Antonides van der Linden en Helena Grondt | 1660          | Schilderij |            |
| 397               | Abraham van den Tempel                 | Portret van Helena Grondt Zie Portretten van Jan Antonides van der Linden en Helena Grondt                | 1660          | Schilderij |            |
| 761               | Abraham van den Tempel                 | Portret van een jongen met valk                                                                           | 1668          | Schilderij |            |
| 1092              | David Teniers (II)                     | Apenkortegaard                                                                                            | Ca. 1633      | Schilderij |            |
| 261               | David Teniers (II)                     | De alchemist                                                                                              | Ca. 1640-1650 | Schilderij |            |
| 260               | David Teniers (II)                     | Keukeninterieur                                                                                           | 1644          | Schilderij |            |
| 1160              | David Teniers (II) Naar Domenico Fetti | De blinde leidt de blinden                                                                                | Ca. 1655      | Schilderij |            |
| 1161              | David Teniers (II)                     | Venus en Cupido                                                                                           | Ca. 1655      | Schilderij |            |
| 848               | Naar David Teniers (II)                | De oude bierdrinker                                                                                       | 1640-1660     | Schilderij |            |
| 1042              | Mattheus Terwesten                     | Allegorie op de vrede                                                                                     | Ca. 1740      | Schilderij |            |
| 262               | Gillis van Tilborch                    | Portret van een familie in een interieur met schilderijen                                                 | Ca. 1665      | Schilderij |            |
| 232               | Anton Tischbein                        | Portret van Carolina Wilhelmina, prinses van Oranje (1743-1787), en haar kinderen                         | Ca. 1777-1778 | Schilderij |            |
| 465               | Johann Friedrich August Tischbein      | Portret van Frederik Willem van Nassau-Weilburg                                                           | Ca. 1788-1789 | Schilderij |            |
| 464               | Johann Friedrich August Tischbein      | Portret van Wilhelmina van Pruisen                                                                        | 1789          | Schilderij |            |
| 286               | Johann Friedrich August Tischbein      | Portret van Wilhelmina van Pruisen                                                                        | Ca. 1791-1795 | Pastel     |            |
| 345               | Naar Titiaan                           | De Heilige Familie                                                                                        | 1505-1821     | Schilderij |            |
| 343               | Naar Titiaan                           | Venus met orgelspeler en hond                                                                             | 1548-1839     | Schilderij |            |
| 358               | Naar Titiaan                           | Portret van keizer Karel V                                                                                | 1550-1821     | Schilderij |            |
| 178               | Gerrit Toorenburgh                     | Gezicht op de Amstel te Amsterdam                                                                         | 1747-1785     | Schilderij |            |
| 1159              | Johannes Thopas                        | Portret van een overleden meisje, waarschijnlijk Catharina Margaretha van Valkenburg                      | 1682          | Schilderij |            |
| 1029              | Henri Toutin                           | Portret van Karel I, koning van Engeland                                                                  | 1636          | Miniatuur  |            |
| 1068              | Cornelis Troost                        | Portret van een man                                                                                       | 1730 (?)      | Schilderij |            |
| 181               | Cornelis Troost                        | Jan Claasz. of de gewaande dienstmaagd: de liefdesverklaring van Reinier Adriaansz.                       | 1737          | Pastel     |            |
| 180               | Cornelis Troost                        | Jan Claasz. of de gewaande dienstmaagd: Saartje Jans ten huwelijk gevraagd                                | 1738          | Pastel     |            |
| 182               | Cornelis Troost                        | Jan Claasz. of de gewaande dienstmaagd: de ontdekking van Jan Claasz.                                     | 1738          | Pastel     |            |
| 183               | Cornelis Troost                        | Arlequin, tovenaar en barbier: de bedrogen rivalen                                                        | 1738          | Pastel     |            |
| 184               | Cornelis Troost                        | Hopman Ulrich of de bedrogen gierigheid: Godefroy en zijn knecht verjagen in vermomminghopman Ulrich      | 1738          | Pastel     |            |
| 179               | Cornelis Troost                        | De ontdekte schijndeugd: de ontdekking van Volkert in de mand                                             | 1739          | Pastel     |            |
| 185               | Cornelis Troost                        | Pefroen met het schaapshoofd                                                                              | 1739          | Pastel     |            |
| 190               | Cornelis Troost                        | Ibant qui poterant, qui non potuere cadebant                                                              | 1739          | Pastel     |            |
| 186               | Cornelis Troost                        | Nemo loquebatur                                                                                           | 1740          | Pastel     |            |
| 187               | Cornelis Troost                        | Erat sermo inter frates                                                                                   | 1740          | Pastel     |            |
| 188               | Cornelis Troost                        | Loquebantur omnes                                                                                         | 1740          | Pastel     |            |
| 189               | Cornelis Troost                        | Rumor erat in casa                                                                                        | 1740          | Pastel     |            |
| 192               | Cornelis Troost                        | Het zingen bij de ster op Driekoningen                                                                    | Ca. 1740      | Pastel     |            |
| 193               | Cornelis Troost                        | De bruiloft van Kloris en Roosje                                                                          | Ca. 1740      | Pastel     |            |
| 191               | Cornelis Troost                        | De wiskunstenaars of 't gevluchte juffertje: het dispuut van de doktoren Raasbollius en Urinaal           | 1741          | Pastel     |            |
| 609               | Cornelis Troost                        | De liereman                                                                                               | 1743          | Pastel     |            |
| 194               | Cornelis Troost                        | Zelfportret                                                                                               | 1745          | Tekening   |            |
| 411               | Cornelis Troost                        | Dame met cupido en een liedboek                                                                           | 1745          | Pastel     |            |
| 1034              | Cornelis Troost                        | Kortegaarde                                                                                               | 1747          | Schilderij |            |
| 342               | Alessandro Turchi                      | Allegorie op de macht van de liefde                                                                       | Ca. 1620-1630 | Schilderij |            |
| 939               | Jean Bernard Honoré Turreau            | Tafel met marmeren blad                                                                                   | Ca. 1700      | Meubelstuk |            |